# Luka Mitrović
Luka Mitrović (nacido el 21 de marzo de 1993 en Novi Sad) es un baloncestista serbio que actualmente milita en las filas del Estrella Roja de la ABA Liga. Con 2,06 metros de estatura, juega en la posición de ala-pívot.

## Trayectoria deportiva

### Europa
Tras jugar en categorías inferiores en su ciudad natal, en 2009 ficha por el KK Hemofarm Vršac, llegando al primer equipo y firmando su primer contrato profesional en 2011, donde en su única temporada en el equipo jugó 14 partidos en los que promedió 7,4 puntos y 5,8 rebotes.
En 2012 firmó contrato con el Estrella Roja, donde tras dos temporadas saliendo desde el banquillo, empezó a ganar notoriedad en 2014, haciéndose con el puesto de titular, y pasando a promediar 10,0 puntos y 5,9 rebotes, en un año en el que su equipo ganó el triplete, tras conseguir la liga y la copa de su país, así como la ABA Liga.
El 10 de enero de 2019, el UCAM Murcia anuncia el fichaje del interior serbio recuperado recientemente de una lesión y ocuparía la plaza de Marcos Delía.
El 23 de octubre de 2020, el KK Budućnost Podgorica anunciado el fichaje del serbio, que llega procedente del Hapoel Jerusalem B.C., donde promedió 8.5 puntos y 3.9 rebotes por partido en la Basketball Champions League.
En la temporada 2021-22, firma por el Estrella Roja de la ABA Liga.

#### Estadísticas en la Euroliga
| Año     | Equipo        | PJ | PT | MPP  | %TC  | %3P   | %TL  | RPP | APP | ROB | TPP | PPP | VAL |
| ------- | ------------- | -- | -- | ---- | ---- | ----- | ---- | --- | --- | --- | --- | --- | --- |
| 2013-14 | Crvena zvezda | 7  | 5  | 13.9 | .409 | .125  | .750 | 4.0 | 1.0 | .4  | .3  | 3.6 | 6.7 |
| 2014-15 | Crvena zvezda | 24 | 20 | 24.7 | .429 | .175  | .780 | 5.2 | 2.3 | 1.0 | .2  | 8.6 | 9.7 |
| 2015-16 | Crvena zvezda | 4  | 1  | 14.3 | .500 | 1.000 | .500 | 2.5 | .3  | .0  | .5  | 3.3 | 4.0 |
| 2016-17 | Crvena zvezda | 28 | 27 | 15.7 | .450 | .167  | .536 | 2.3 | 1.4 | .5  | .1  | 4.1 | 4.3 |
| Total   | Total         | 63 | 53 | 18.6 | .438 | .187  | .679 | 3.6 | 1.6 | .7  | .2  | 5.8 | 6.6 |

### NBA
El 25 de junio de 2015, fue seleccionado en la sexagésima y última posición del 2015 por los Philadelphia 76ers. El 10 de julio, los Sacramento Kings adquirieron sus derechos y los de Artūras Gudaitis de los Sixers a cambio de Carl Landry, Jason Thompson y Nik Stauskas.